# Ковентри
Ковентри (енгл. Coventry) је град у Уједињеном Краљевству у Енглеској у грофовији Западни Мидлендс. Град се налази 153 km северозападно од Лондона и 30 km источно од Бирмингема. Познат је као енглески град који је највише удаљен од обале. Према процени из 2021. у граду је живело 345.324 становника. По овој статистици, Ковентри је девети град по величини у Енглеској и једанаести у Уједињеном Краљевству.

## Историја
Сматра се да је Ковентри настао 1043. када је овде Леофрик, гроф од Мерсије, основао бенедиктинску опатију. Из овог времена потиче и позната легенда о његовој жени, леди Годиви, која је нага пројахала улицама.
До 14. века Ковентри је постао познат по трговини тканинама. Током средњег века био је познат као један од најзначајнијих градова Енглеске. Градске привилегије је добио 1345.
Град Ковентри је био тешко бомбардован 14. новембра 1940. Немачка авијација је уништила центар града и историјску градску катедралу Светог Михаила (St. Michael's) из 14. века. Од оригиналне катедрале су данас остали спољни зидови и торањ. Нова катедрала је подигнута 1962. поред старе. Архитекта је био Бејзил Спенс.
Због уништења у бомбардовању, пропорционално великог за британске прилике, Ковентри је после Другог светског рата побратимљен са Београдом и тадашњим Стаљинградом (данас Волгоград), који су током истог рата доживели слична разарања.

## Географија

### Клима
| Клима (Ковентри)            | Клима (Ковентри) | Клима (Ковентри) | Клима (Ковентри) | Клима (Ковентри) | Клима (Ковентри) | Клима (Ковентри) | Клима (Ковентри) | Клима (Ковентри) | Клима (Ковентри) | Клима (Ковентри) | Клима (Ковентри) | Клима (Ковентри) | Клима (Ковентри) |
| Показатељ \ Месец           | .Јан.            | .Феб.            | .Мар.            | .Апр.            | .Мај.            | .Јун.            | .Јул.            | .Авг.            | .Сеп.            | .Окт.            | .Нов.            | .Дец.            | .Год.            |
| --------------------------- | ---------------- | ---------------- | ---------------- | ---------------- | ---------------- | ---------------- | ---------------- | ---------------- | ---------------- | ---------------- | ---------------- | ---------------- | ---------------- |
| Апсолутни максимум, °C (°F) | 14,4 (57,9)      | 18,1 (64,6)      | 24,0 (75,2)      | 26,7 (80,1)      | 30,9 (87,6)      | 32,4 (90,3)      | 34,4 (93,9)      | 35,1 (95,2)      | 34,2 (93,6)      | 28,2 (82,8)      | 20,6 (69,1)      | 18,9 (66)        | 35,1 (95,2)      |
| Средњи максимум, °C (°F)    | 6,9 (44,4)       | 7,2 (45)         | 9,9 (49,8)       | 12,4 (54,3)      | 16,2 (61,2)      | 19,1 (66,4)      | 21,8 (71,2)      | 21,4 (70,5)      | 18,1 (64,6)      | 13,9 (57)        | 9,7 (49,5)       | 7,6 (45,7)       | 13,7 (56,7)      |
| Средњи минимум, °C (°F)     | 1,4 (34,5)       | 1, (34)          | 2,9 (37,2)       | 4,0 (39,2)       | 7,0 (44,6)       | 9,9 (49,8)       | 12,2 (54)        | 11,8 (53,2)      | 9,7 (49,5)       | 6,7 (44,1)       | 3,7 (38,7)       | 2,3 (36,1)       | 6,1 (43)         |
| Апсолутни минимум, °C (°F)  | −16,7 (1,9)      | −18,2 (−0,8)     | −15,6 (3,9)      | −6,1 (21)        | −5,0 (23)        | −0,6 (30,9)      | 3,4 (38,1)       | 0,8 (33,4)       | −1,1 (30)        | −4,9 (23,2)      | −8,9 (16)        | −16,1 (3)        | −18,2 (−0,8)     |
| Количина падавина, mm (in)  | 61,2 (24,09)     | 44,3 (17,44)     | 50,6 (19,92)     | 49,3 (19,41)     | 50,8 (20)        | 56,9 (22,4)      | 49,5 (19,49)     | 66,3 (26,1)      | 59,0 (23,23)     | 59,4 (23,39)     | 58,0 (22,83)     | 62,3 (24,53)     | 667,6 (262,83)   |
| [ тражи се извор ]          |                  |                  |                  |                  |                  |                  |                  |                  |                  |                  |                  |                  |                  |

## Становништво
Према процени, у граду је 2008. живело 310.200 становника.
| 1981.   | 1991.   | 2001.   |
| ------- | ------- | ------- |
| 318.718 | 299.316 | 303.475 |

## Привреда
Ковентри је традиционални центар британске индустрије аутомобила. У граду постоји фабрика авионских мотора Ролс-Ројс. Педесетих година двадесетог века у граду су се производили следећи типови аутомобила: Хамбер, Хилман, Тријумф, Јагуар. Ова грана индустрије је од 1970-их у опадању.

## Култура
У граду постоје два универзитета: Универзитет у Ковентрију у самом центру, и Универзитет Ворика, 6 km јужно од центра.
Градско позориште, Белгрејд театар (The Belgrade Theatre), прво је наменски изграђено јавно позориште у Британији. Отворено је 1958, а име је добило у знак захвалности Београду који је поклонио дрвну грађу за његову изградњу.

## Партнерски градови
- Београд
- Волгоград
- Дрезден
- Лидице
- Гранби
- Галац
- Кил
- Острава
- Сарајево
- Грац
- Кингстон
- Корк
- Кан
- Сент Етјен
- Кечкемет
- Виндзор